# شاپرکیان نخلی
شاپرکیان نخلی (نام علمی: Agonoxeninae) نام یک تیره از راسته پروانه‌سانان است.